# Заливы Доминики
Доминика — это островное государство в карибском море, расположенное на одном из малых Антильских островов. 
 Береговая линия образует несколько заливов:
- Анс-Дю-Май
- Анс-Солдат
- Анс-Махо
- Батали-Бей
- Батибу-Бей
- Бут-Сейбл-Бей
- Вудбридж-Бей
- Вудфорд-Хилл-Бей
- Гранд-Бей
- Гранд-Мариго-Бей
- Дуглас-Бей
- Лондондерри-Бей
- Пагуа-Бей
- Петит-Суфриер-Бей
- Принц-Руперт-Бей
- Принглс-Бей
- Розали-Бей
- Суфриер-Бей
- Сент-Дэвид-Бей
- Тукари-Бей
- Хампстед-Бей
- Ходжес-Бей